# Gasare (vattendrag i Burundi, Kirundo)
Gasare är ett vattendrag i Burundi.   Det ligger i provinsen Kirundo, i den norra delen av landet, 120 kilometer nordost om huvudstaden Bujumbura.
Omgivningarna runt Gasare är en mosaik av jordbruksmark och naturlig växtlighet. Runt Gasare är det tätbefolkat, med 411 invånare per kvadratkilometer.